# Малпертуи
Малпертуи (фр. Malpertuis) је готички хорор роман белгијског писца Жана Реа, први пут објављен 1943. године.
Књигу је у Србији објавила издавачка кућа Орфелин 2020. године, у преводу Горана Костровића.

## Радња
Крајем 19. века, слутећи своју скору смрт, Квентин Моретус Касав, загонетни старац огромног богатства, сазива чланове своје породице. Његов тестамент прописује да, како би могли да полажу право на наследство, морају да се доселе у Малпертуи, његову велику, мрачну и негостољубиву кућу. Последњи преживели од њих биће универзални наследник, осим уколико остану један мушкарац и једна жена — у том случају мораће да се венчају како би заједно добили наследство.
Жан-Жак Грансир, млади „наивни” јунак и нећак старог Касава, живи међу својим чудним рођацима и заљубљује се наизменично у Еуријалу и Алису, најмлађу од сестара Кормелон. Он покушава да разоткрије мистерију Малпертуија, али страшне сцене којима присуствује озбиљно нарушавају његово здравље.

### Структура
Роман је подељен на пет наративних целина:
1. Пролог, у коме савремени приповедач (који остаје неименован) објашњава да је украо рукописе који чине остатак романа из манастира Белих оца.
2. Дневник Жан-Жака Грансирa (подељен на два дела) прати његов боравак у Малпертуију и завршава се када он и Бетс напусте кућу.
3. Причу опата Дуседама Старијег о хватању олимпских богова, коју је, по свему судећи, саставио његов унук Дуседам Млађи. Овај део открива како је стари Касав, розенкројцер, заробио ослабљене грчке богове и затворио их у људска тела.
4. Сведочење оца Евхарија (познатог и као дом Мисерон) из манастира Белих оца, које открива коначне судбине Жан-Жака Грансирa и Дуседама Млађег.
5. Епилог, у коме приповедач лоцира Малпертуи, види Ајзенгота и старицу Грул у једној крчми, улази у кућу, на кратко среће Еуријалу — и потом бежи у страху.

## Инспирација
Жан Ре је открио да је писање романа трајало десет до дванаест година, уз бројна скраћивања и прерађивања, како би се добио „прави Арлекинов костим”. Посебно је уклонио добрих стотинак страна које су се тицале једног углавном поморског интермецa, који се завршава у крчми „Код лукавог Кинеза”, гостионици коју јунак посећује на почетку другог дела свог дневника. Прва верзија је придавала већу важност трагичној судбини Нанси, љубавнице Матијаса Крука.
Почетна идеја настала је од једне злокобне и простране старе куће поред које се налазила продавница боја, у улици Вје-Шантије у Генту. Међутим, Малпертуи је такође инспирисан и другим кућама у Генту, Хилдесхајму и Хановеру. Манастир Белих оца имао је за узор опатију Авербод. Неки ликови из романа инспирисани су члановима његове породице и комшијама из улице Хам у Генту, у којој је аутор живео као дете: тако, Нанси подсећа на његову сестру Елвиру, а Елоди, куварица у Малпертуију, одговара истоименој слушкињи и дадиљи Жана Реа. Лик Ламперниса заснован је на пијанцу из улице Сен-Жан у Генту. Са двадесет година, аутор је био фасциниран „једном буржујком по имену Ирма, која је имала огњено црвену косу и зелене очи”. Та жена је послужила као инспирација за лик Еуријале. Слично томе, три старе девојке које су држале посластичарницу у улици Шарл-Кент нашле су се у ликовима сестара Кормелон. Опат Дуседам инспирисан је једним опатом из Турнеа који се, према Жану Реу, упуштао у чудне ноћне шетње по обронцима села Мон Сен-Обер. Изјаве аутора, кога Оливије Молен назива „лажовом без премца”, ипак треба узети с резервом.
Франсоа Дико сматра да препознаје башту Малпертуија у остацима опатије Светог Бавона у Генту. Жак ван Ерп преноси да је, према доктору Урбену Тирију, лик Касава био инспирисан ауторовим прадедом који је стекао богатство у Бразилу. Кристоф Кленж сматра да је економска криза 1930-их утицала на карактеризацију ликова, јер сви Касавови наследници на почетку романа изгледа имају финансијских проблема. Он пре свега указује на могуће књижевне изворе инспирације, посебно на приповетку „Црвена соба” Х. Џ. Велса, која „приказује уклету кућу у којој мистериозна присутност, настала из веровања главног лика, гаси свеће намењене да одоле ноћи”. Име Касавовог имања, по свему судећи, одабрано је као референца на Роман о Ренару, како сугерише опат Дуседам.

## Адаптација
Године 1971. белгијски редитељ Хари Кимел снимио је филмску адаптацију романа, у коме су главне улоге тумачили Орсон Велс, Сузан Хемпшир и Матје Каријер.